# Jonathan Firth
Jonathan Firth (* 6. April 1967 in Essex, England) ist ein britischer Schauspieler.

## Leben und Leistungen
Der jüngere Bruder von Colin Firth absolvierte im Jahr 1989 die Londoner Central School of Speech and Drama. Er debütierte 1990 in einer der Hauptrollen der Miniserie Centrepoint. In der Komödie Amerikanische Freundinnen trat er neben Connie Booth, Michael Palin und Alfred Molina auf. Im Jahr 1994 wirkte er in der preisgekrönten Miniserie Middlemarch nach dem gleichnamigen viktorianischen Roman von George Eliot mit. 1997 trat er im Pilotfilm zur Inspector-Barnaby-Reihe auf.
Im Filmdrama Victoria & Albert von 2001, in dem Firth an der Seite von Victoria Hamilton, Peter Ustinov, John Wood und Jonathan Pryce auftrat, verkörperte er den britischen Prinzgemahl Albert von Sachsen-Coburg und Gotha. Eine größere Nebenrolle als Hieronymus Aleander spielte er 2003 in der Filmbiografie Luther.

## Filmografie (Auswahl)
- 1990: Centrepoint (Miniserie, 4 Folgen)
- 1991: Van der Valk (Fernsehserie, Folge 4x03)
- 1991: Amerikanische Freundinnen (American Friends)
- 1991: Das schwarze Samtgewand (The Black Velvet Gown, Fernsehfilm)
- 1992: Inspektor Morse, Mordkommission Oxford (Inspector Morse, Fernsehserie, Folge 6x04 Absolute Überzeugungen)
- 1992: Stürmische Leidenschaft (Emily Brontë’s Wuthering Heights)
- 1992: Covington Cross (Fernsehserie, 13 Folgen)
- 1994: George Eliots Middlemarch (Middlemarch; Miniserie, 6 Folgen)
- 1994: Romeo & Juliet (Romeo and Juliet, Fernsehfilm)
- 1995: Agatha Christie’s Poirot (Fernsehserie, Folge 6x02)
- 1996: Geschichten aus der Gruft (Tales from the Crypt, Fernsehserie, Folge 7x08)
- 1997: Inspector Barnaby (Midsomer Murders, Fernsehserie, Folge 1x01 Tod in Badger’s Drift)
- 1997: Highlander (Highlander: The Series, Fernsehserie, Folge 5x17 Das Leben der Boheme)
- 1997: Kangaroo Palace (Fernsehfilm)
- 1999: Kampf der Kobolde – Die Legende einer verbotenen Liebe (The Magical Legend of the Leprechauns, Miniserie, 2 Folgen)
- 1999: An Ideal Husband
- 2000: Six Pack – Jäger des Schlächters (Six-Pack)
- 2000: Relic Hunter – Die Schatzjägerin (Relic Hunter, Fernsehserie, Folge 1x20 Unter Vampiren)
- 2000: Am Anfang (In the Beginning, Miniserie, 2 Folgen)
- 2001: Victoria & Albert (Miniserie)
- 2002: Inspector Lynley (The Inspector Lynley Mysteries, Fernsehserie, Folge 1x03)
- 2002: Bait (Fernsehfilm)
- 2003: Luther
- 2003: Agatha Christie: Blausäure (Sparkling Cyanide, Fernsehfilm)
- 2006: Der Prinz & ich: Die königliche Hochzeit (The Prince & Me 2: The Royal Wedding)
- 2006: Ghost Whisperer – Stimmen aus dem Jenseits (Ghost Whisperer, Fernsehserie, Folge 1x18 Tod eines Magiers)
- 2008: New Tricks – Die Krimispezialisten (New Tricks, Fernsehserie, Folge 5x05)
- 2008: Der Prinz & Ich – Königliche Flitterwochen (The Prince and Me 3: A Royal Honeymoon)
- 2009: Albert Schweitzer – Ein Leben für Afrika (Albert Schweitzer)
- 2010: Der Prinz & ich - Königliches Abenteuer (The Prince and Me 4: The Elephant Adventure, Fernsehfilm)
- 2012: Boys on Film 8: Cruel Britannia
- 2016: Father Brown (Fader Brown, Fernsehserie, Folge 4x01)
- 2016: Holby City (Fernsehserie, Folge 18x50)
- 2021: Everything I Ever Wanted to Tell My Daughter About Men
- 2022: Anatomie eines Skandals (Anatomy of a Scandal; Miniserie, 4 Folgen)